# Kristína Košíková
Kristína Košíková (* 20. Januar 1993 in Banská Bystrica) ist eine slowakische Fußballspielerin.

## Karriere

### Verein
Košíková begann ihre Karriere beim ŠK Selce und rückte im Jahre 2010 in die Seniorenmannschaft auf. Am 14. März 2011 verließ sie Selce und wechselte in zum FK Slovan Duslo Šaľa. Nach viereinhalb Jahren unterschrieb Košíková einen Vertrag beim ŠK Slovan Bratislava und ging im September 2015 nach Tschechien. Nach einer Spielzeit bei Bohemians Prag 1905 wechselte sie zum FK Dukla Prag, für den sie seitdem spielt.

### Nationalmannschaft
Košíková ist A-Nationalspielerin der slowakischen Fußballnationalmannschaft und absolvierte ihr Länderspieldebüt am 17. September 2017 im Spiel gegen Slowenien.